# Xavier Besalú i Costa
Xavier Besalú i Costa   (Sant Julià de Ramis, 5 d'octubre de 1953) és un pedagog i professor català.
Llicenciat en filosofia i lletres i doctor en pedagogia, professionalment va treballar t com a mestre d'educació primària durant dotze anys i com a professor d'universitat durant trenta-un. Especialitzat en educació intercultural, didàctica i currículum i formació del professorat, va fer de professor a la Universitat Autònoma de Barcelona i a la Universitat de Girona.
Les seves investigacions i publicacions sobre immigració, interculturalitat, escola i nouvinguts, models d'aules d'acollida són un referent a Catalunya i a l'Estat Espanyol. Col·labora amb moviments de renovació pedagògica.
És vicepresident del Grup de Recerca i Actuació amb Minories Culturals, assessor de la col·lecció Quaderns d'Educació Intercultural de Libros de la Catarata i forma part del consell editorial de les revistes Arxius Analítics de Polítiques Educatives i Rizoma Freireano de l'Institut Paulo Freire d'Espanya i director de la secció de publicacions de l'Associació de Mestres Rosa Sensat. Ha estat membre del Consell Escolar de Catalunya durant 8 anys. També és membre numerari de l'Institut d'Estudis Catalans des de 2018, adscrit a la secció de Filosofia i Ciències Socials, i de la Societat Catalana de Pedagogia.

## Publicacions
Entre altres, ha publicat:
- Educar en sociedad pluriculturales (2007)
- Escuela y sociedad multicultural (2009)
- Pedagogia sense complexos. Entre propagandistes i saberuts (2010)
- No som aquí per rendir-nos. La pulsió ètica de la pedagogia (2016)
- Els mestres i la cultura democràtica i participativa (2019)
- La renovació pedagògica a la Catalunya del segle XXI (2019)